# سوگ سایه‌ها
سوگ سایه‌ها فیلمی به کارگردانی  و نویسندگی خداداد جلالی ساختهٔ سال ۱۳۸۲ است.

## بازیگران
- سمانه نصری
- جعفر محمدی
- جلال پیشواییان
- شهره شاملو
- محسن فرموده
- میترا دولت آبادی
- عباس افشاریان
- علی صبوری
- میترا اسفندیاری
- احمد قناعتی
- مهدی سعیدی
- شهلا گل محمدی
- عبداله احسانی
- محمد فتح اله زاده
- فیروز حیدرزاده
- حسن نصری
- ابوالفضل بنگری
- شیرین زکی
- نوشین بنگری
- آزاده حسن زاده
- افشین بنگری
- ابراهیم عفتی
- ابراهیم کابلی
- بهرنگ علوی
- سیدمحسن خرم دره